# Flagge der Region Valencia
Die Flagge der Region Valencia wurde am 10. Juli 1982 eingeführt. Die Flagge wird auch von der Stadt Valencia benutzt.

## Beschreibung

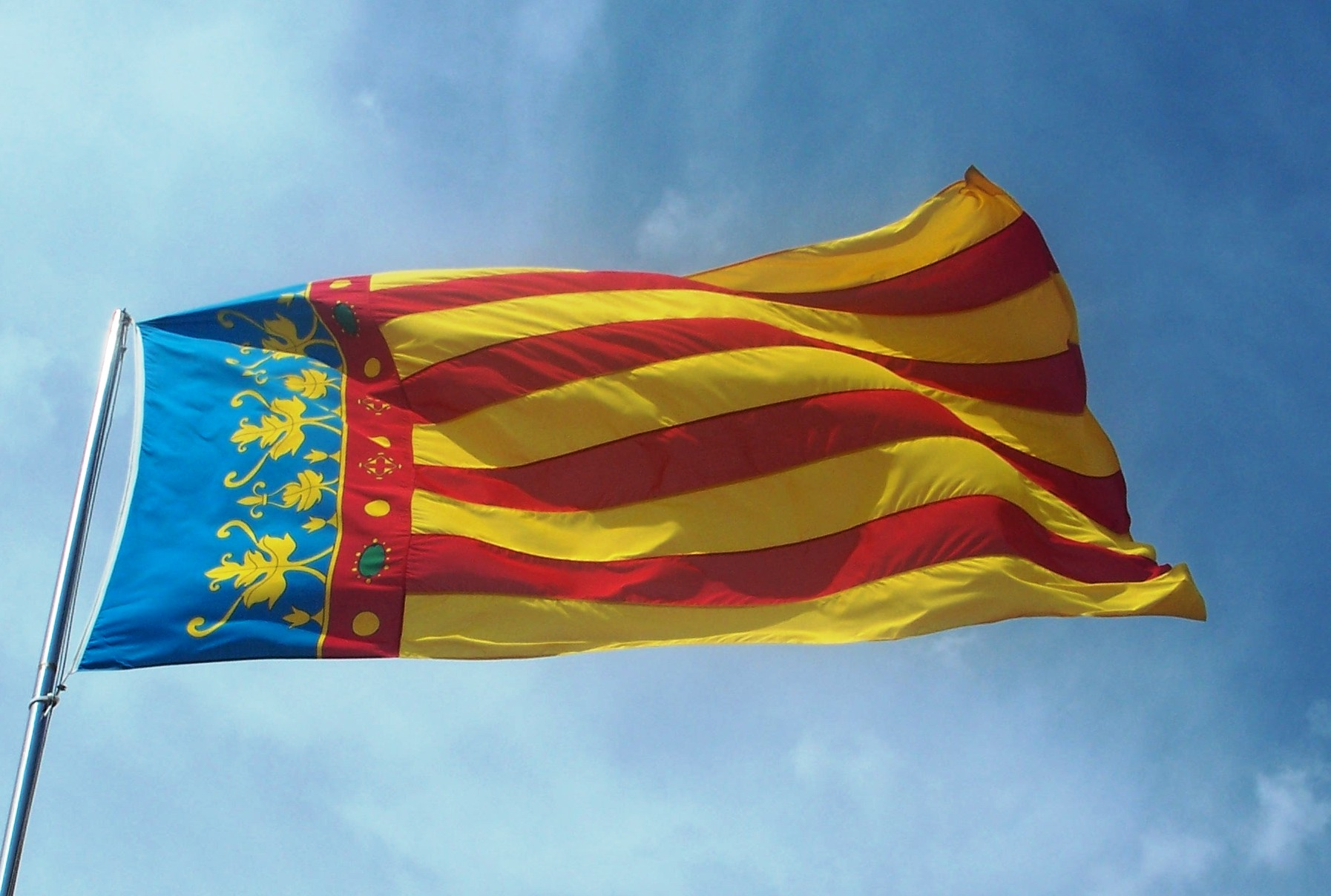
Flagge der Region Valencia

2:3 Flaggenvariante

Die Flagge geht auf die historische Flagge Aragoniens zurück und zeigt die vier horizontalen roten Streifen der Senyera auf goldenem Flaggentuch von gleicher Breite. Liekseitig (Richtung Flaggenmast) grenzt ein goldverzierter senkrechter blauer Balken an einem schmalen roten, mit Juwelen geschmückten Streifen.
Das Seitenverhältnis der Flagge ist nicht festgelegt. Es sind sowohl Flaggen mit 1:2, als auch mit 2:3 im Gebrauch.

## Geschichte
Die Flagge soll auf das Königsbanner des aragonischen Königs Jaume I. zurückgehen.
1977/78 wurde eine Flagge für die ab 11. März 1978 wieder selbst-regierte Region vorgeschlagen, die aus einer Senyera mit einem blauen Streifen an der Liek bestand. Heute wird diese Variante teilweise als vereinfachte Version der Flagge der Region verwendet (vor allem in kleinflächigen Reproduktionen auf Papier oder im Internet, bei denen von dem filigranen Goldmuster ohnehin so gut wie nichts zu erkennen wäre). In der Zeit von 1978 bis 1982, in der es vor Konstituierung der Region als Autonome Gemeinschaft eine „Präautonomie“-Regelung gab, wurde von der Präautonomie-Behörde die Senyera ohne blauen Streifen und mit dem Wappen der Region in der Mitte der Flagge verwendet. Der erste Entwurf des Autonomiestatuts von 1981 sah wieder den blauen Streifen vor, allerdings ohne Krone, sondern mit dem Wappen der Region. Im weiteren Gesetzgebungsverfahren zum Autonomiestatut erfolgte im spanischen Parlament dann die Änderung auf die noch heute verwendete Flagge.

Königsbanner von Jaume I.
Vorschlag von 1977/78
Präautonomie-Rat, 1978 bis 1980
Vorschlag im ersten Entwurf des Autonomiestatuts

Die Flagge war nach dem Ende der Franco-Diktatur auch lange Zeit Gegenstand von politischen Auseinandersetzungen. 1962 hatte der valencianische Schriftsteller Joan Fuster in seinem Werk Nosaltres els valencians („Wir, die Valencianer“) die These vertreten, dass alle katalanischsprachigen Gebiete eine Einheit (die Països Catalans) bilden sollten. Diese pankatalanische Idee fand vor allem im linken Lager Anklang. Nachdem die Linke im Präautonomie-Rat 1978 die Mehrheit hatte, wurde daher die Senyera ohne den blauen Streifen verwandt (also die Flagge Kataloniens, lediglich mit dem Wappen Valencias in der Mitte). Als Gegenentwurf dazu entwickelte sich vor allem im rechten Lager ein dezidiert anti-katalanischer Regionalismus. Da dieser als Zeichen der Unterschiedlichkeit von Katalonien insbesondere den blauen Streifen in der Flagge verteidigte, wurde diese Strömung als blaverisme (von blava = „blau“) bezeichnet. Eine weitere These des blaverisme ist, dass es sich bei dem Valencianisch um eine vom Katalanischen unterschiedliche eigene Sprache handele.

## Flaggen der untergeordneten Verwaltungseinheiten
Sowohl die Provinzen Valencias, als auch die Kreise (Comarques) und Gemeinden verfügen über eigene Flaggen.
Hier einige Gemeindeflaggen als Beispiel:

Albalat de la Ribera
Quesa
Xàtiva
Castelló de la Ribera

## Weitere Flaggen der Region
Verschiedene Variationen der Estelada werden von katalanischen Nationalisten verwendet. Einige sind lokal in Valencia im Gebrauch, andere im ganzen katalanischen Sprachgebiet.

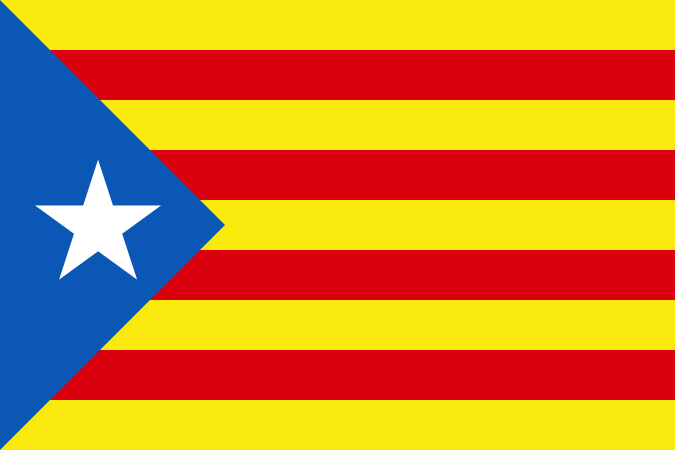
Katalanische Nationalisten
Nationalisten in Valencia
Nationalisten in Valencia